# Enur
Enur (ou parfois Artificial Funk) est un groupe de musique danois de Dance, house et reggae fusion composé de Rune Reilly Kölsch et de son demi-frère Johannes Torpe (en).
Ils sont surtout connus pour le single de reggae fusion Calabria 2007 avec la participation de la chanteuse Natasja Saad. La chanson est une reprise de la chanson Calabria (en) de Rune lui-même. Celle-ci a été popularisée également par une reprise d'Alex Gaudino (avec Crystal Waters) sous le nom de Destination Calabria.
Le groupe a également produit deux albums (Sleep Less, Live More et Raggatronic (en) en 2008).